# Tinospora tinosporoides
Tinospora tinosporoides är en tvåhjärtbladig växtart som först beskrevs av F. Müll., och fick sitt nu gällande namn av L.L. Forman. Tinospora tinosporoides ingår i släktet Tinospora och familjen Menispermaceae. Inga underarter finns listade i Catalogue of Life.